# Прогностична медицина
Прогностична медицина, англ. predictive medicine — це галузь медицини, яка прогнозує ймовірність захворювання та запровадження профілактичних заходів з метою або запобігання захворювання цілком, або значного зменшення його впливу на пацієнта (наприклад, запобігання смертності чи обмеження захворюваності).
Хоча існують різні методології прогнозування, такі як геноміка, протеоміка та цитомія, найбільш фундаментальний спосіб прогнозування майбутнього захворювання базується на генетиці. Хоча протеоміка та цитомія дозволяють раннє виявлення захворювання, значну частину часу вони виявляють існуючі біологічні маркери, оскільки процес захворювання вже розпочався. Однак всебічне генетичне тестування (наприклад, за допомогою використання масивів ДНК або повної послідовності геномів) дозволяє оцінити ризик захворювання за роки або навіть десятиліття, перш ніж будь-яке захворювання навіть виникне, чи навіть ризик розвитку у здорового плоду хвороби в підлітковому або дорослому віці. Людям, які в майбутньому є більш чутливими до захворювань, можна запропонувати поради щодо стилю життя або ліки з метою запобігання передбачуваної хвороби.
Поточні вказівки щодо генетичного тестування, які підтримуються професіоналами охорони здоров'я, не заохочують суто передбачувальне генетичне тестування неповнолітніх доти, доки вони не стануть настільки дорослими, щоб зрозуміти релевантність генетичного скринінгу, та брати участь у прийнятті рішення про те, чи підходить він їм чи ні. У галузі прогностичної медицини Генетичний скринінг новонароджених та дітей вважається доцільним, якщо для цього є вагомі клінічні причини.

## В Україні
ReFuture Clinic — недержавна клініка в Києві, що спеціалізується на превентивній і прогностичній медицині. Є першим в Україні приватним медичним закладом, що працює в сфері управління віком і уповільнення процесів біологічного старіння людини.